# Kondensator

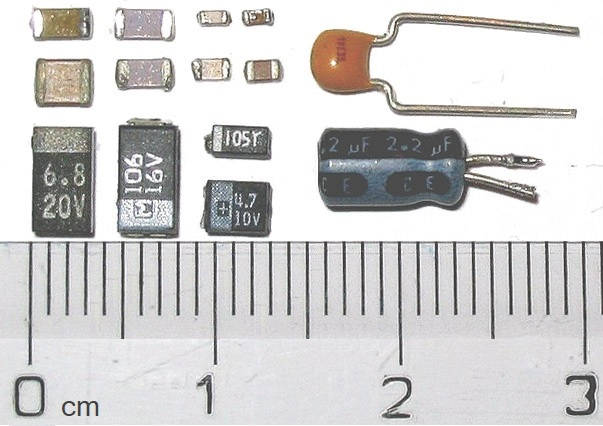
Miniaturowe kondensatory niskonapięciowe (przy linijce)

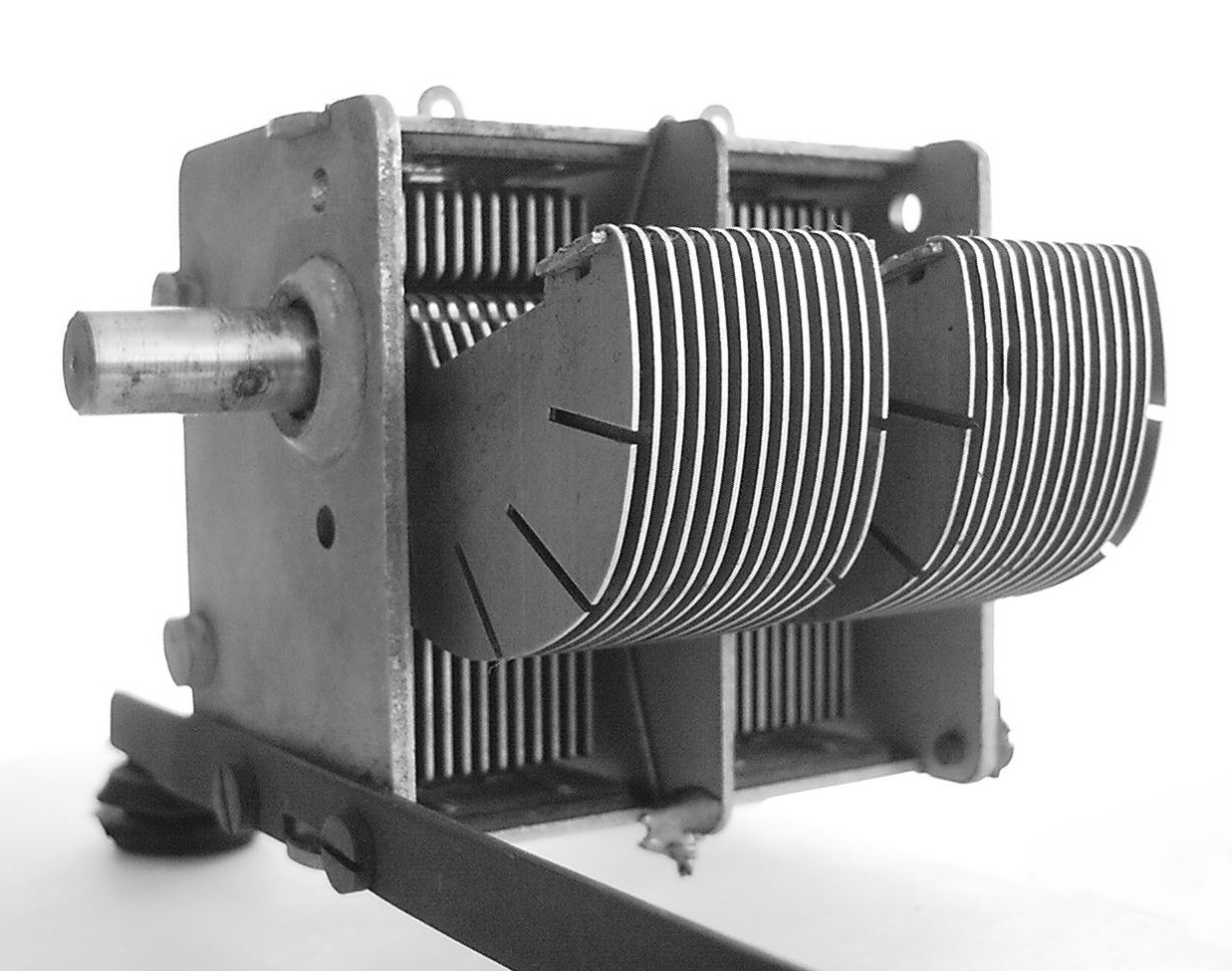
Kondensator o zmiennej pojemności, stosowany w starych odbiornikach radiowych

Kondensator – element elektroniczny bierny zbudowany z dwóch przewodników – inaczej okładek lub elektrod – rozdzielonych dielektrykiem; przechowuje on energię w postaci pola elektrycznego.
Kondensatory wynaleziono w XVIII wieku; pierwszymi urządzeniami tego typu były butelki lejdejskie. Od tego czasu konstruowano kondensatory o coraz większej pojemności i coraz mniejszych gabarytach. Są one nie tylko narzędziem do gromadzenia ładunku i energii, ale też elementami obwodów rezonansowych i filtrów.

## Opis teoretyczny

Pole elektryczne naładowanego kondensatora płaskiego o skończonych rozmiarach

Doprowadzenie napięcia do okładek kondensatora powoduje zgromadzenie się na nich ładunku elektrycznego. Po odłączeniu od źródła napięcia, ładunki utrzymują się na okładkach siłami przyciągania elektrostatycznego. Jeżeli kondensator, jako całość, nie jest naelektryzowany to cały ładunek zgromadzony na obu okładkach jest jednakowy co do wartości, ale przeciwnego znaku. Kondensator charakteryzuje pojemność określająca zdolność kondensatora do gromadzenia ładunku:
{\displaystyle C={\frac {Q}{U}},}
gdzie:
{\displaystyle C} – pojemność (w faradach),
{\displaystyle Q} – ładunek zgromadzony na jednej okładce (w kulombach),
{\displaystyle U} – napięcie elektryczne między okładkami (w woltach).
Pojemność wyrażana jest w faradach. Jeden farad to bardzo duża jednostka (w całych faradach wyraża się pojemność superkondensatorów), dlatego w praktyce spotyka się kondensatory o pojemnościach piko-, nano-, mikro- i milifaradów. Odwrotnością pojemności elektrycznej jest elastancja wyrażana w darafach (nie jest to jednostka układu SI).
Ogólnie, napięcie {\displaystyle U_{C}} i prąd {\displaystyle I_{C}} kondensatora w chwili {\displaystyle t} związane są zależnością:
{\displaystyle U_{C}={\frac {Q}{C}}={\frac {1}{C}}\int _{-\infty }^{t}I_{C}(\tau ){\mbox{d}}\tau .}
Pracę {\displaystyle dW,} jaką trzeba wykonać, by przenieść niewielki ładunek {\displaystyle dq} z jednej okładki kondensatora, o pojemności {\displaystyle C,} na drugą, przy założeniu, że jedna z okładek jest naładowana ładunkiem {\displaystyle q}
{\displaystyle {\mbox{d}}W=U(q){\mbox{d}}q={\frac {q}{C}}{\mbox{d}}q.}
Energię zmagazynowaną w kondensatorze oblicza się przez scałkowanie powyższego wzoru, uzyskując:
{\displaystyle W=\int _{0}^{Q}{\frac {q}{C}}{\mbox{d}}q={\frac {1}{2}}{\frac {Q^{2}}{C}}={\frac {1}{2}}CU_{C}^{2},}
przy czym {\displaystyle Q} jest ładunkiem, do którego naładowano kondensator.
Prąd elektryczny to zmiana ładunku w czasie, co można zapisać:
{\displaystyle I_{c}(t)={\frac {{\mbox{d}}Q}{{\mbox{d}}t}}=C{\frac {{\mbox{d}}U_{c}}{{\mbox{d}}t}}.}
Kondensator podłączony do napięcia stałego, po pewnym czasie naładuje się do tego napięcia {\displaystyle {\frac {{\mbox{d}}U_{C}}{{\mbox{d}}t}}=0.} Kondensator jest wówczas równoważny przerwie w obwodzie {\displaystyle (I_{c}(t)=0).} Dla prądu przemiennego przez kondensator płynie prąd określony wzorem:
{\displaystyle U_{c}(t)=U_{0}\sin(\omega t),}
{\displaystyle I_{c}=C{\frac {{\mbox{d}}U_{C}}{{\mbox{d}}t}}=CU_{0}\omega \cos(\omega t).}
Wielkość, wiążąca prąd i napięcie na kondensatorze, nazywa się reaktancją, która jest tym mniejsza, im większa jest pojemność kondensatora i częstotliwość prądu. Kondensator charakteryzuje się tym, że (dla sygnałów sinusoidalnych) napięcie jest opóźnione w fazie względem prądu o kąt {\displaystyle {\frac {\pi }{2}}} (inaczej: prąd wyprzedza napięcie o kąt {\displaystyle {\frac {\pi }{2}}}). Z tego względu impedancja kondensatora jest liczbą zespoloną i opisana jest wzorem:
{\displaystyle Z={\frac {1}{j\omega C}}={\frac {-j}{\omega C}}={\frac {-j}{2\pi fC}},}
gdzie:
{\displaystyle \omega } – pulsacja,
{\displaystyle f} – częstotliwość (w hercach),
{\displaystyle j} – jednostka urojona.
Reaktancja pojemnościowa wyraża się wzorem:
{\displaystyle X_{c}={\frac {-1}{\omega C}}={\frac {-1}{2\pi fC}},}
przy czym ujemny znak jest kwestią konwencji.

## Symbole kondensatorów
Na schematach układów elektrycznych i elektronicznych kondensatory oznacza się następującymi symbolami:
- symbol ogólny, oraz kondensator niespolaryzowany stały

- kondensator spolaryzowany (elektrolityczny)

- Kondensator zmienny, kondensator nastawny, trymer

- Kondensator dostrojczy, trymer

## Łączenie kondensatorów
Podobnie jak rezystory i cewki, także kondensatory można łączyć w celu uzyskania pożądanej pojemności.

### Połączenie szeregowe

Kondensatory połączone szeregowo

W połączeniu szeregowym, odwrotnie niż w przypadku oporników, pojemność zastępcza dana jest wzorem:
{\displaystyle {\frac {1}{C_{z}}}={\frac {1}{C_{1}}}+{\frac {1}{C_{2}}}+\ldots +{\frac {1}{C_{n}}}=\sum _{i=1}^{n}{\frac {1}{C_{i}}}.}
Dla dwóch kondensatorów wzór powyższy upraszcza się do postaci:
{\displaystyle C_{z}={\frac {C_{1}C_{2}}{C_{1}+C_{2}}}.}

### Połączenie równoległe

Kondensatory połączone równolegle

W przypadku połączenia równoległego kondensatorów pojemność zastępcza wyraża się zależnością:
{\displaystyle C_{z}=C_{1}+C_{2}+\ldots +C_{n}=\sum _{i=1}^{n}C_{i}.}
Taka zależność wynika z faktu, że ładunek elektryczny równolegle połączonych kondensatorów jest sumą ładunków zgromadzonych na kondensatorach.

## Zależność pojemności od kształtu i rozmiaru
W poniższych wzorach {\displaystyle \varepsilon _{0}} jest przenikalnością elektryczną próżni, zaś {\displaystyle \varepsilon _{r}} – względną przenikalnością elektryczną ośrodka, z którego wykonano dzielący okładki izolator.

### Pojemność kondensatora płaskiego
{\displaystyle C={\frac {\varepsilon _{0}\varepsilon _{r}S}{d}},}
gdzie:
{\displaystyle S} – powierzchnia jednej okładki kondensatora,
{\displaystyle d} – odległość między okładkami.
| Kliknij „pokaż” aby zobaczyć wyprowadzenie powyższego wzoru → |
| --- |
| Niech rozmiary okładek kondensatora są na tyle duże, że można zaniedbać zakrzywienie pola elektrycznego. Niech natężenie pola elektrycznego {\displaystyle {\vec {E}}} oraz względna przenikalność elektryczna {\displaystyle \varepsilon _{r}} będą stałe w całej objętości między okładkami. Obejmijmy jedną okładkę powierzchnią Gaussa. Podzielmy powierzchnię na tak małe obszary, że kąt między wektorami natężenia pola elektrycznego, a wektorami powierzchni tych obszarów wynosi 0, a więc cosinus z tego kąta 1. Możemy zapisać ogólną postać prawa Gaussa i stosując się do przyjętych założeń przekształcić je do następującej postaci: {\displaystyle \varepsilon _{0}\oint \varepsilon _{r}{\vec {E}}{\vec {dS}}=q,} {\displaystyle \varepsilon _{0}\varepsilon _{r}ES=q.} Różnica potencjałów między okładkami dana jest całką: {\displaystyle U=-\int {\vec {E}}\cdot {\vec {ds}}.} Drogą całkowania będzie odcinek wzdłuż linii pola elektrycznego od okładki ujemnej do okładki dodatniej. Iloczyn skalarny {\displaystyle {\vec {E}}\cdot {\vec {ds}}} dla tak określonych kierunków i zwrotów wektorów to {\displaystyle -Eds.} {\displaystyle U=\int \limits _{0}^{d}Eds=Ed.} Z definicji pojemności elektrycznej kondensatora mamy: {\displaystyle C={\frac {q}{U}}.} Podstawiając do wzoru q oraz U otrzymujemy wzór na pojemność kondensatora płaskiego: {\displaystyle C={\frac {q}{U}}={\frac {\epsilon _{0}\varepsilon _{r}ES}{Ed}}={\frac {\varepsilon _{0}\varepsilon _{r}S}{d}}.} |

### Pojemność kondensatora walcowego
{\displaystyle C={\frac {2\pi \varepsilon _{0}\varepsilon _{r}l}{\ln {r_{2}}-\ln {r_{1}}}},}
gdzie:
{\displaystyle l} – długość okładek kondensatora walcowego,
{\displaystyle r_{1}} – promień wewnętrznej okładki kondensatora,
{\displaystyle r_{2}} – promień zewnętrznej okładki kondensatora.

### Pojemność kondensatora kulistego
{\displaystyle C={\frac {4\pi \varepsilon _{0}\varepsilon _{r}\;r_{1}r_{2}}{r_{2}-r_{1}}},}
gdzie:
{\displaystyle r_{1}} – promień wewnętrznej okładki kondensatora,
{\displaystyle r_{2}} – promień zewnętrznej okładki kondensatora.

## Straty energii

Schemat zastępczy kondensatora stratnego

### Upływność
Rzeczywiste kondensatory nie są w stanie utrzymać ładunku dowolnie długo. Rzeczywisty kondensator (kondensator stratny) przedstawia się jako układ idealnego kondensatora z przyłączoną do niego równolegle rezystancją {\displaystyle R} o dużej wartości. Zjawisko strat energii, spowodowane niedoskonałościami konstrukcji kondensatora i właściwościami użytego materiału dielektryka, nazywa się upływnością kondensatora. Upływność wyraża się za pomocą tzw. tangensa kąta strat {\displaystyle \operatorname {tg} \delta ,} definiowanego jako stosunek prądów gałęziowych w układzie zastępczym kondensatora: płynącego przez opornik {\displaystyle R} do płynącego przez kondensator {\displaystyle C.} Tangens strat jest tym samym ułamkiem energii rozpraszanej w rzeczywistym kondensatorze.
{\displaystyle \operatorname {tg} \delta ={\frac {1}{R\omega C}}.}
Dla idealnego, bezstratnego kondensatora {\displaystyle (R\to \infty )} kąt upływności {\displaystyle \gamma } i jego tangens wynoszą 0.

### Rezystancja szeregowa
Idealny kondensator ma zerowy opór doprowadzeń i okładek, w związku z czym przepływowi prądu towarzyszącemu zmianom napięcia (przeładowywaniu kondensatora) nie towarzyszą straty energii na ciepło Joule’a. W rzeczywistym kondensatorze zarówno doprowadzenia elektryczne, jak i okładki charakteryzują się pewnym oporem; na schemacie zastępczym rzeczywistego kondensatora ten dodatkowy opór połączony jest szeregowo z kondensatorem idealnym. W odróżnieniu od strat energii powodowanych upływnością, straty związane z oporem szeregowym mają znaczenie jedynie podczas ładowania lub rozładowywania kondensatora, a zatem przy przepływie prądu między kondensatorem a układami zewnętrznymi.
Opór szeregowy ma szczególnie duże znaczenie w przypadku kondensatorów, z których okresowo pobierany jest duży prąd (np. kondensatorów przeciwzakłóceniowych lub zasilających lampy wyładowcze).

### Promieniowanie
Przy wysokich częstotliwościach pracy część energii doprowadzanej i pobieranej z kondensatora jest rozpraszana w postaci promieniowania elektromagnetycznego.

### Histereza ferroelektryczna
W kondensatorach, w których rolę dielektryka pełni materiał ferroelektryczny, dodatkowym źródłem strat jest ciepło wytwarzane w samym dielektryku wskutek oporów związanych z przeorientowaniem się domen ferroelektryku. Jest to zjawisko podobne do strat energii w rdzeniu transformatora lub cewki następujących w związku z reorientacją domen ferromagnetycznych.

## Rodzaje konstrukcji kondensatorów
Ze względu na różną konstrukcję, kondensatory można podzielić na:

### Kondensatory elektrolityczne
Dielektrykiem jest cienka warstwa tlenku metalu, osadzona elektrochemicznie na okładce dodatniej z tego samego metalu. Drugą okładkę stanowi ciekły lub suchy elektrolit. Materiałem tworzącym metaliczną elektrodę kondensatora elektrolitycznego może być m.in. aluminium oraz tantal. Tradycyjnie, w żargonie technicznym, kondensatorami elektrolitycznymi nazywa się kondensatory aluminiowe z ciekłym elektrolitem; w rzeczywistości, kondensatorami elektrolitycznymi są również kondensatory tantalowe z elektrolitem stałym (a także, rzadziej spotykane, z elektrolitem ciekłym). Prawie wszystkie kondensatory elektrolityczne mają ustaloną polaryzację, zatem mogą pracować tylko przy określonym znaku napięcia. W przypadku odwrócenia polaryzacji może nastąpić reakcja elektrochemiczna prowadząca do zniszczenia kondensatora; wydzielający się w jej wyniku gaz może doprowadzić do eksplozji jego obudowy.
Do kondensatorów elektrolitycznych zalicza się również tzw. superkondensatory o pojemnościach rzędu wielu tysięcy faradów.

#### Kondensatory elektrolityczne aluminiowe
Jako elektrody dodatniej używa się aluminium. Dielektryk stanowi cienka warstwa trójtlenku dwuglinu (Al2O3).
Właściwości:
- pracują poprawnie tylko dla małych częstotliwości,
- buduje się je tylko dla dużych pojemności,
- charakteryzują się wysokim stosunkiem pojemności do rozmiaru: kondensatory elektrolityczne mają na ogół duże rozmiary, lecz kondensatory innego typu o tej samej pojemności i napięciu przebicia byłyby znacznie większe,
- charakteryzują się wysokimi prądami upływu,
- mają umiarkowanie niską rezystancję szeregową i małą indukcyjność szeregową.

#### Kondensatory tantalowe
Są to kondensatory elektrolityczne w których elektroda metaliczna wykonana jest z tantalu, zaś warstwę dielektryczną tworzy pięciotlenek tantalu (Ta2O5). Właściwości:
- wysoka odporność na warunki zewnętrzne,
- niewielkie rozmiary: dla pojemności mniejszych od kilkuset μF porównywalne lub mniejsze od kondensatorów aluminiowych o tym samym maksymalnym napięciu przebicia,
- mniejszy niż w przypadku mokrych kondensatorów aluminiowych prąd upływu.

### Kondensatory foliowe
Dielektrykiem jest folia z tworzywa sztucznego np. poliestrowa (kondensatory oznaczane jako KT i MKT), polipropylenowa (KP, MKP) lub poliwęglanowa (KC, MKC). Elektrody mogą być napylone na tę folię (MKT, MKP, MKC) lub wykonane w postaci osobnej folii metalowej, zwijanej lub prasowanej wspólnie z folią dielektryka (KT, KP, KC). Dawniej wykonywano również kondensatory z polistyrenu, nazywanego również styrofleksem (obecnie używa się ich tylko w specjalistycznych zastosowaniach). Nowoczesnym materiałem na folie kondensatorów jest siarczek polifenylu (PPS).
Właściwości ogólne kondesatorów foliowych (wspólne dla wszystkich rodzajów izolatora):
- pracują poprawnie przy dużym prądzie,
- mają dużą wytrzymałość napięciową,
- mają relatywnie małą pojemność,
- znikomy prąd upływu,
- używane w obwodach rezonansowych i układach typu snubber[d].

Poszczególne rodzaje folii różnią się właściwościami temperaturowymi (łącznie ze znakiem współczynnika temperaturowego pojemności, który jest ujemny dla polipropylenu i polistyrenu oraz dodatni dla poliestru i poliwęglanu), maksymalną temperaturą pracy (od 125 °C dla poliestru i poliwęglanu do 100 °C dla polipropylenu i 70 °C dla polistyrenu), odpornością na przebicie elektryczne (a zatem maksymalnym napięciem, jakie można przyłożyć do określonej grubości folii bez jej przebicia).

### Kondensatory ceramiczne

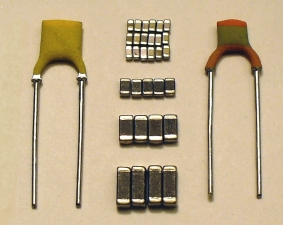
Kondensatory ceramiczne

Kondensatory te są wykonywane w postaci pojedynczej płytki lub stosu płytek ze specjalnych materiałów ceramicznych. Metaliczne elektrody są napylone na płytki i połączone z doprowadzeniami kondensatora. Stosowane materiały ceramiczne mogą mieć bardzo różne właściwości. Różnorodność ta obejmuje przede wszystkim szeroki zakres wartości względnych przenikalności elektrycznych, od kilku (podobnie jak we wszystkich pozostałych materiałach używanych do produkcji kondensatorów) do kilkudziesięciu tysięcy (wartości osiągalne tylko w materiałach ceramicznych). Tak wysokie wartości pozwalają na zbudowanie niewielkich rozmiarów kondensatorów, których pojemności mogą konkurować z kondensatorami elektrolitycznymi, a przy tym pracujących z dowolną polaryzacją i charakteryzujących się mniejszymi upływnościami. Materiały ceramiczne charakteryzują się skomplikowanymi i nieliniowymi zależnościami parametrów od temperatury, częstotliwości zmian i napięcia. Te o najniższych wartościach stałej dielektrycznej znakomicie pracują przy wielkich częstotliwościach, bywają również wykonywane jako kondensatory o zmiennej pojemności (tzw. trymery).

### Kondensatory powietrzne
Dielektrykiem jest powietrze – znakomicie pracują przy wysokich częstotliwościach, często wykonywane są jako kondensatory zmienne (strojeniowe).

## Zastosowania
Kondensatory, wraz z rezystorami, należą do podstawowych elektronicznych elementów pasywnych. Poniższy podział kondensatorów ze względu na podstawowe obszary zastosowań nie jest ścisły. Te same lub podobne typy kondensatorów mogą być wykorzystywane w różnych dziedzinach, zaś o ich przydatności w określonej grupie zastosowań decydują – oprócz pojemności, również parametry dodatkowe, takie jak napięcie przebicia, polaryzacja, opór szeregowy (doprowadzeń) i równoległy (upływność), pasożytnicza indukcyjność doprowadzeń i okładek, szczytowy prąd impulsu, długoczasowa stałość parametrów (odporność na starzenie się), stabilność temperaturowa (stałość pojemności w szerokim przedziale temperatur), zakres temperatur pracy, czy wreszcie parametry takie jak kształt i rozmiar (stopień miniaturyzacji).

### Kondensatory w układach zasilających
W zasilaczach i stabilizatorach napięcia kondensatory pozwalają na podtrzymanie wartości chwilowej napięcia w przerwach pomiędzy kolejnymi impulsami prądu dopływającego z prostownika, ograniczają wahania napięcia i pozwalają na chwilowy pobór prądu o natężeniu znacznie przewyższającym wartość skuteczną lub średnią. W klasycznych zasilaczach transformatorowych stosuje się najczęściej kondensatory elektrolityczne o dużej pojemności. Od kondensatorów przeznaczonych do użycia w obwodach zasilających oczekuje się najczęściej wysokiej pojemności, możliwości pracy w dużym przedziale temperatur, wysokiej wartości napięcia przebicia (ściślej: bezwzględnego utrzymania wartości znamionowej tego napięcia określonej przez producenta) oraz odporności na krótkotrwały pobór prądu o dużym natężeniu. Nie jest istotna stałość pojemności w czasie ani liniowość charakterystyki: kondensatory te mogą pracować tylko przy określonej polaryzacji, zaś ich izolatory mogą być wykonane z materiałów ferroelektrycznych.

### Kondensatory przeciwzakłóceniowe
W układach wytwarzających zakłócenia związane z szybkimi skokami pobieranego prądu (takich, jak silniki elektryczne, iskrowniki, tyrystorowe układy sterujące) kondensatory są elementami filtrów ograniczających przedostawanie się zakłóceń do sieci energetycznej (zob. jakość energii elektrycznej) oraz powstawanie zakłóceń radiowych. Kondensatory przeciwzakłóceniowe mają najczęściej niską rezystancję i indukcyjność doprowadzeń oraz wysokie napięcie przebicia, powinny umożliwiać przepływ prądu o dużej wartości chwilowej.

### Kondensatory blokujące
W elektronicznych układach cyfrowych (m.in. podzespołach komputerowych) pobór prądu z szyn zasilających może się zmieniać w czasie o kilka rzędów wielkości. Układy te (zwłaszcza wykonane w nowoczesnych technologiach CMOS) pobierają bowiem prąd praktycznie tylko podczas przełączania poziomów napięć, a przy tym jego chwilowa wartość może przy tym rosnąć od pikoamperów do kilku amperów. Ponadto w układach synchronicznych (taktowanych wspólnym zegarem) wszystkie współpracujące ze sobą układy jednocześnie zwiększają zapotrzebowanie na prąd. Ze względu na oporność, a przede wszystkim – indukcyjność szyny zasilającej, taki impulsowy pobór prądu może prowadzić do bardzo dużych wahań napięcia zasilającego i w konsekwencji nieprawidłowej pracy układów. Aby zapobiec tym negatywnym zjawiskom, stosuje się kondensatory blokujące, podłączane równolegle z doprowadzeniami zasilania poszczególnych układów i umieszczane jak najbliżej nich. Kondensatory te powinny mieć jak najniższą indukcyjność pasożytniczą. W przypadku kondensatorów blokujących nie ma znaczenia napięcie przebicia ani stałość pojemności w czasie, w związku z czym typowe monolityczne i ceramiczne kondensatory blokujące mogą nie nadawać się do zastosowań innych, niż dedykowane.

### Kondensatory sprzęgające
Idealny kondensator o bardzo dużej pojemności może zostać włączony w dowolne miejsce obwodu prądu stałego nie powodując w nim jakichkolwiek zmian punktu pracy (po okresie przejściowym, związanym z ładowaniem się lub rozładowywaniem kondensatora, wszystkie napięcia i prądy osiągną wartości takie, jak bez kondensatora). Z kolei w obwodzie prądu zmiennego kondensator taki (przy pojemności dążącej do nieskończoności) zachowuje się jak źródło napięcia: nie zmienia składowej stałej napięcia w miejscu, do którego zostanie podłączony, i jednocześnie stanowi zwarcie dla składowej zmiennej. Dzięki temu kondensator można wykorzystać do przenoszenia sygnału (rozumianego jako zmiany prądu lub napięcia) pomiędzy różnymi fragmentami układu w taki sposób, że transmitowana jest tylko składowa zmienna (sygnał), a przy tym nie ulegają zmianie stałoprądowe warunki pracy połączonych kondensatorem podukładów. Kondensator pełniący taką rolę określany jest mianem kondensatora sprzęgającego.
Kondensatory sprzęgające ułatwiają projektowanie analogowych układów elektronicznych, pozwalając na podzielenie ich na podukłady, z których każdy charakteryzuje się własnym punktem pracy i odpowiednim poziomem napięcia stałego. W szczególności, kondensatory sprzęgające są stosowane na wejściach i wyjściach wzmacniaczy i ich poszczególnych stopni. Kondensator sprzęgający powinien mieć jak najmniejszą upływność i jak największą (w praktyce: odpowiednią do dolnej granicy przenoszonego pasma częstotliwości sygnału) pojemność.

### Kondensatory do filtrów i układów czasowych
Kondensatory są podstawowymi elementami układów elektronicznych filtrów pasywnych i aktywnych, służących do kształtowania charakterystyki częstotliwościowej określonych części układów (np. wzmacniaczy). Filtry i układy czasowe zbudowane w oparciu o kondensatory i rezystory noszą nazwę układów RC zaś filtry zawierające również cewki (w szczególności, układy rezonansowe) to układy RLC.
Od kondensatorów wchodzących w skład takich układów oczekuje się najczęściej wysokiej stabilności temperaturowej i długoczasowej, niskich strat w obszarze przenoszonych częstotliwości, a także doskonałej liniowości charakterystyki (izolatory używane do budowy takich kondensatorów nie mogą być ferroelektrykami). W przypadku kondensatorów używanych w obwodach wysokiej częstotliwości istotne są również detale związane z kształtem kondensatora i stratami energii elektrycznej na promieniowanie.

### Kondensatory do lamp i innych układów wyładowczych
W niektórych lampach wyładowczych (np. lampach błyskowych i stroboskopach) oraz iskrownikach kondensator jest połączony równolegle z układem, w który pobór prądu narasta w bardzo krótkim czasie od zera do dużej wartości związanej z odbywającym się wyładowaniem. Do inicjacji wyładowania potrzebne jest na ogół wysokie napięcie, osiągane stopniowo w cyklu ładowania kondensatora. Iloczyn napięcia wyładowania i maksymalnego pobieranego prądu określa moc szczytową wyładowania, natomiast wycałkowana po czasie wartość iloczynu {\displaystyle I\cdot U} jest całkowitą energią impulsu. Kondensatory do takich zastosowań powinny mieć możliwie wysokie wartości obu tych parametrów, muszą mieć również niską rezystancję szeregową, wysokie napięcie przebicia, a w przypadku lamp pracujących cyklicznie – odporność na wysokie temperatury związane z wydzielaniem się ciepła na rezystancji szeregowej kondensatora.

### Inne zastosowania
Kondensatory mają też zastosowanie w sieciach elektroenergetycznych do kompensacji mocy biernej (poprawy współczynnika mocy).

### Kondensatory stosowane wenergoelektronice
Ze względu na zastosowanie w układach energoelektronicznych wyróżnia się następujące grupy kondensatorów:
- kondensatory kompensacyjne – służące do zwiększenia współczynnika mocy w sieciach o częstotliwości 50–60 Hz,
- kondensatory tłumiące,
- komutacyjne,
- kondensatory do grzejnictwa indukcyjnego,
- kondensatory udarowe i odsprzęgające,
- kondensatory wygładzające.